# Захаріас (цар Нобатії)
Захаріас  (*VI ст.) — цар держави Нобатія. Ймовірно панував у 645—655 роках.

## Життєпис
Згадки містяться переважно в арабських джерелах. Згадується як син Баркі (Барки), можливо, його попередника на троні Нобаті. Також відомо, що Захаріас намагався дотримуватися мирних відносин з Арабським халіфатом, що захопив Єгипет. Про це свідчить подарунок мінбару мечеті у Фустаті.
Водночас відбувається зближення з іншою християнською державою Мукурра, напевне, через укладання шлюбного договору між донькою або іншою родичкою Захаріаса та представником мукуррської правлячої династії. За іншими відомостями саме захаріас став першим царем об'єднаного царства Нобатії і Мукурри. Про це свідчить те, що монофізитство, що було поширено в Нобатії, стало державною релігією об'єднаного царства. До того в Мукуррі поширено було православ'я. Також з'являється практика називати ім'ям Захаріас старшим синів царів.
Брав участь у війні 642—652 років з Арабським халіфатом. Після смерті Захаріаса близько 655 року йому спадкував Калідурут.